# Družabno število
Družabno število je v matematiki poseben primer periodičnega alikvotnega zaporedja in je vsako od števil v ciklu, kjer je vsota pravih deliteljev vsakega števila enaka naslednjemu številu v verigi in je vsota pravih deliteljev zadnjega števila spet enaka prvemu v ciklu. Družabna števila so podobna parom prijateljskim številom, kjer je perioda enaka 2. Če je perioda cikla enaka 1, se število imenuje popolno število. Ne ve se ali obstajajo tudi neperiodična alikvotna zaporedja. 
Prvi dve verigi je našel Paul Poulet leta 1918. Prvi cikel vsebuje 5 števil:
(12496, 14288, 15472, 14536, 14264, 12496),
drug cikel pa 28 števil in je do sedaj največji znan cikel. Ta dva cikla sta bila edina znana do leta 1970 ko je Henri Cohen z računalnikom preveril vsa števila manjša od 60000000 in našel še 9 novih ciklov s periodami 4. Od tedaj so jih odkrili še nekaj in jih poznamo vsega skupaj 129. Ni znan noben cikel s periodo 3.
Število znanih popolnih, prijateljskih in družabnih števil podaja tabela:
| Perioda n | Število  |
| --------- | -------- |
| 1         | 47       |
| 2         | 11994387 |
| 4         | 165      |
| 5         | 1        |
| 6         | 5        |
| 8         | 2        |
| 9         | 1        |
| 28        | 1        |